# 宝庆之战
宝庆之战，清世祖顺治十年（1653年）三月，清朝定远大将军多罗贝勒屯齐在周家坡击败南明孙可望等部，占领寶慶府（今湖南省邵阳市）的作战。
1653年二月，屯齐在湖南永州（今零陵）击败南明安西王李定国。李定国撤往广西。三月，屯齐侦知孙可望等部营在宝庆及附近地区扎营，便从永州向宝庆进发。三月十五日，明确知道冯双礼、白文选、马进忠率众四万在岔路口三十里外周家坡扎营，孙可望在宝庆扎营。清军在岔路口宿营，第二天，进至周家坡。明军在山顶据险地，因傍晚下雨，双方暂未交战。入夜，孙可望率军赶来与冯双礼、白文选、马进忠军会合。三月十七日，大西军十万下山向清营发动进攻。清军奋战取胜。宝庆为屯齐所占。南明近几月中收复的湖南州县，尽为清军所得。